# La tentation de Saint-Antoine
La tentation de Saint-Antoine er en fransk stumfilm fra 1898 af Georges Méliès.